# Platypalpus mikii
Platypalpus mikii är en tvåvingeart som först beskrevs av Becker 1890.  Platypalpus mikii ingår i släktet Platypalpus och familjen puckeldansflugor. Arten är reproducerande i Sverige. Inga underarter finns listade i Catalogue of Life.